# 阿诺尔德·魏默
阿诺尔德·特努维奇·魏默（俄语：Арнольд Тынувич Веймер；1903年6月20日—1977年3月3日），爱沙尼亚人，苏联党和国家领导人。经济学博士，爱沙尼亚苏维埃社会主义共和国科学院院士。曾任爱沙尼亚苏维埃社会主义共和国轻工业人民委员；人民委员会副主席、主席、部长会议主席；农业部副部长；国民经济委员会主席；部长会议副主席；爱沙尼亚苏维埃社会主义共和国科学院院长等职务。

## 生平
- 1903年6月20日出生于爱沙尼亚省维米庄园的一个农村磨坊主家庭。1915年起在家乡做工人。1919年全家迁往塔林。
- 1919年-1922年，塔林男子中学学习，期间参加爱沙尼亚工人运动。1921年起，Viituls工人报编辑。
- 1922年-1923年11月，塔尔图大学历史系学习。1922年加入爱沙尼亚共产党，并在爱共在爱沙尼亚南部几个县的地下党组织中工作。
- 1923年11月24日在塔尔图被捕，以“反国家言论罪”被判处有期徒刑6个月。
- 刑期结束后被押解至塔林，列入共产党“组织煽动颠覆国家政权”149人名单。1924年11月，他被判处无期徒刑。1938年5月特赦出狱。
- 1938年6月-1940年1月，爱沙尼亚军队服役。服役期间，他恢复了在塔尔图大学的学业。
- 1940年1月被调往预备役部队。1940年6月毕业。
- 1940年6月，塔林工人自卫队指挥官。他参与推翻爱沙尼亚政府的政变，组织工人自卫队占领了国家广播电台。随后担任亲苏报纸《人民之声报》主编。
- 1940年7月-9月，爱沙尼亚人民议会议员。期间，1940年8月25日-9月6日，爱沙尼亚人民议会主席。他坚决支持爱沙尼亚并入苏联。
- 1940年8月-1942年，爱沙尼亚苏维埃社会主义共和国轻工业人民委员。苏德战争期间，他负责组织塔林的疏散撤退工作。1941年8月28日，他跟随最后一班轮船撤离塔林，经喀琅施塔得撤往车里雅宾斯克。
- 1942年-1944年9月，爱共（布）中央委员会自由讲师兼爱沙尼亚苏维埃社会主义共和国人民委员会副主席。他参与了第8爱沙尼亚步兵师的组建。
- 1944年9月-1951年3月，爱沙尼亚苏维埃社会主义共和国人民委员会、部长会议主席。他在战后重建了爱沙尼亚的现代工业体系，取代了之前分散的小工业生产。
- 1951年3月-1952年11月，爱沙尼亚苏维埃社会主义共和国科学院经济与法律研究所所长。
- 1952年11月-1954年3月，爱沙尼亚苏维埃社会主义共和国农业机械部塔林修理厂厂长。
- 1954年3月-1957年6月，爱沙尼亚苏维埃社会主义共和国农业部副部长。
- 1957年6月-1965年10月，爱沙尼亚苏维埃社会主义共和国国民经济委员会主席。1963年获经济学博士学位。
- 1965年9月-1968年4月，爱沙尼亚苏维埃社会主义共和国部长会议副主席。1967年当选爱沙尼亚苏维埃社会主义共和国科学院院士。
- 1968年4月-1977年3月，爱沙尼亚苏维埃社会主义共和国科学院院长。
- 1977年3月3日于塔林逝世，享年73岁。葬于森林公墓。

魏默是苏共21-22大代表；第1届苏联最高苏维埃民族院代表，第2-3、5-6届苏联最高苏维埃联盟院代表，第1-3届爱沙尼亚苏维埃社会主义共和国最高苏维埃代表。

## 荣誉
- 社会主义劳动英雄称号（1973）
- 四次列宁勋章（1946,1950,1965,1973）
- 十月革命勋章（1971）
- 一级卫国战争勋章（1945）
- 两次劳动红旗勋章（1958,1963）
- 爱沙尼亚苏维埃社会主义共和国荣誉科学家称号（1973）